# Epiactis irregularis
Epiactis irregularis är en havsanemonart som beskrevs av Oscar Henrik Carlgren 1951. Epiactis irregularis ingår i släktet Epiactis och familjen Actiniidae. Inga underarter finns listade i Catalogue of Life.